# Fosco
Fosco  è un nome proprio di persona italiano maschile.

## Varianti
- Maschili: Fusco[4][5]
  - Alterati: Foscaro[1], Foscarino[1], Foscolo[1]
- Femminili: Fosca[1][2][3], Fusca[4]
  - Alterati: Foscara[1], Foscarina[1], Foscola[1]

### Varianti in altre lingue
- Catalano: Fusc[6]
- Latino: Fuscus[3][6]
  - Femminili: Fusca[3]
- Spagnolo: Fusco[6]

## Origine e diffusione
Deriva dal cognomen romano Fuscus che, tratto dall'omonimo aggettivo, significa letteralmente "fosco", "scuro", "bruno"; il cognomen era, in effetti, attribuito a persone scure di carnagione o di capelli, secondo un'usanza tipica dell'onomastica latina (esempi simili sono i nomi Flavio e Fulvio).
Il nome gode di una diffusione significativa, per quanto modesta, sia al maschile sia al femminile, grazie al culto della santa martire così chiamata. Per quanto riguarda le forme alterate Foscaro, Foscarino e Foscolo, esse sono tutte piuttosto rare; "Foscolo" (dal latino Fusculus), che sarebbe propriamente un diminutivo, si è diffuso prevalentemente a partire dall'Ottocento, in relazione alla fama del poeta e scrittore Ugo Foscolo, mentre Foscaro e Foscarino omaggiano rispettivamente le famiglie nobiliari Foscari e Foscarini, e la forma femminile "Foscarina" si è diffusa nel Novecento per il nome della protagonista de Il fuoco di Gabriele D'Annunzio.

## Onomastico
L'onomastico si può festeggiare il 13 febbraio per il femminile, in ricordo di santa Fosca, martire con santa Maura a Ravenna sotto Decio.

## Persone
- Fosco Becattini, calciatore e allenatore di calcio italiano
- Fosco Cicola, pallavolista italiano
- Fosco Corti, direttore di coro, compositore e organista italiano
- Fosco Dinucci, politico italiano
- Fosco Giachetti, attore italiano
- Fosco Giannini, politico italiano
- Fosco Giansanti, pilota motociclistico italiano
- Fosco Maraini, etnologo, orientalista e alpinista italiano
- Fosco Risorti, calciatore italiano

### Variante Foscolo
- Foscolo Lombardi, partigiano e politico italiano

### Variante femminile Fosca
- Fosca Freda, attrice italiana

## Il nome nelle arti
- Fosco è un personaggio della serie Pokémon.
- Fosco è un personaggio del film del 2014 Maleficent, diretto da Robert Stromberg.
- Fosca è la protagonista dell'omonimo romanzo di Iginio Ugo Tarchetti.
- Fosca è un personaggio del film del 1986 Speriamo che sia femmina, diretto da Mario Monicelli.
- Foscarina è un personaggio de Il fuoco di Gabriele D'Annunzio.
- Fosco Baggins è un hobbit de Il Signore degli Anelli.
- Fosca Cotti Borroni è un personaggio del film del 1995 Viaggi di nozze, diretto da Carlo Verdone.
- Fosca Innocenti, protagonista della serie omonima interpretata da Vanessa Incontrada.
- Lupo Fosco è un personaggio della serie tv Melevisione.